# Tituly a vyznamenání Vasilije Daniloviče Sokolovského

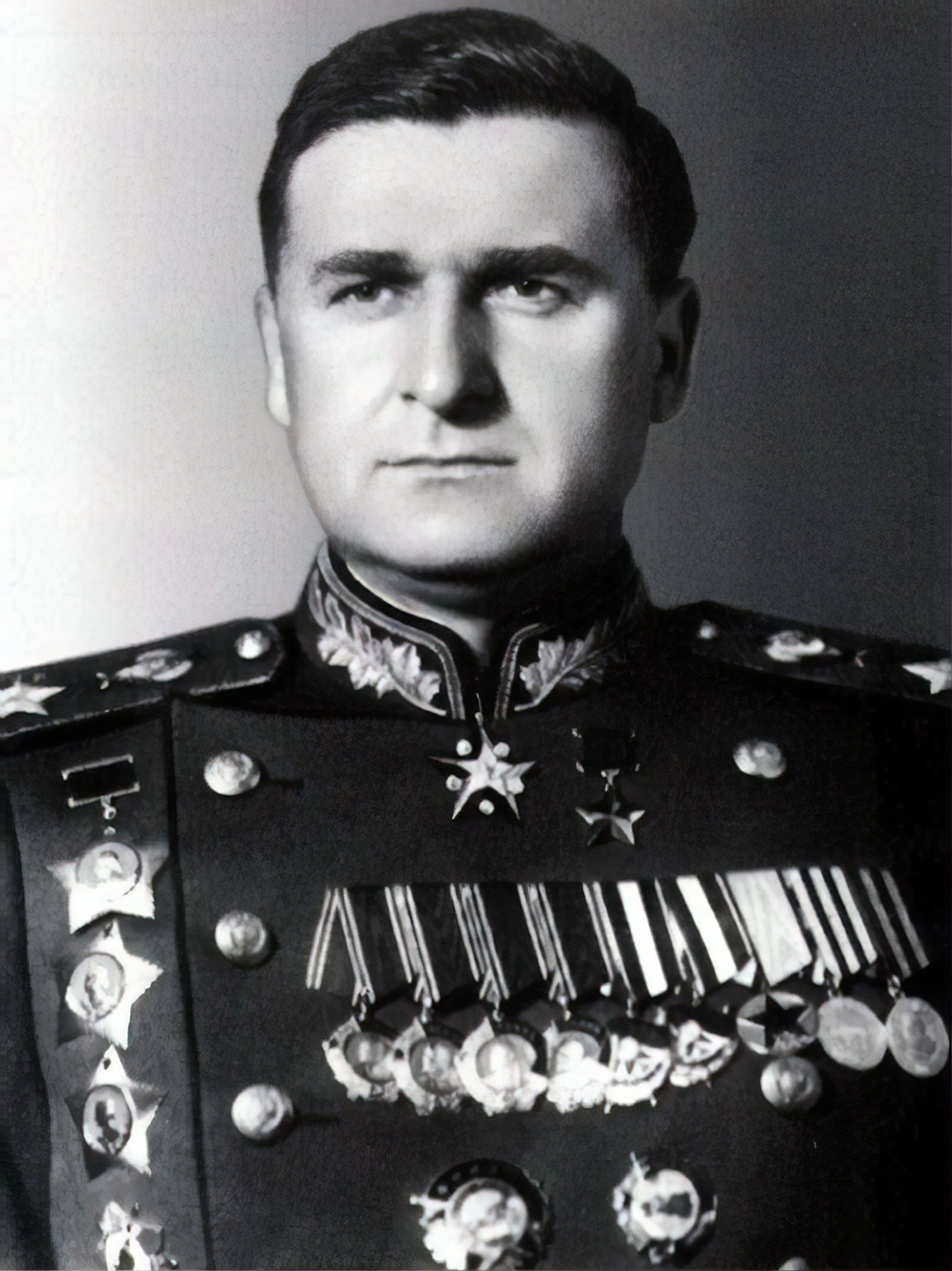
Maršál Sovětského svazu V. D. Sokolovskij v uniformě zdobené řadou vyznamenání, 1946

Vasilij Danilovič Sokolovskij, maršál Sovětského svazu a náčelník generálního štábu Sovětského svazu, během svého života obdržel řadu sovětských i zahraničních řádů a medailí. Na jeho počest byla také pojmenována řada objektů.

## Vojenské hodnosti

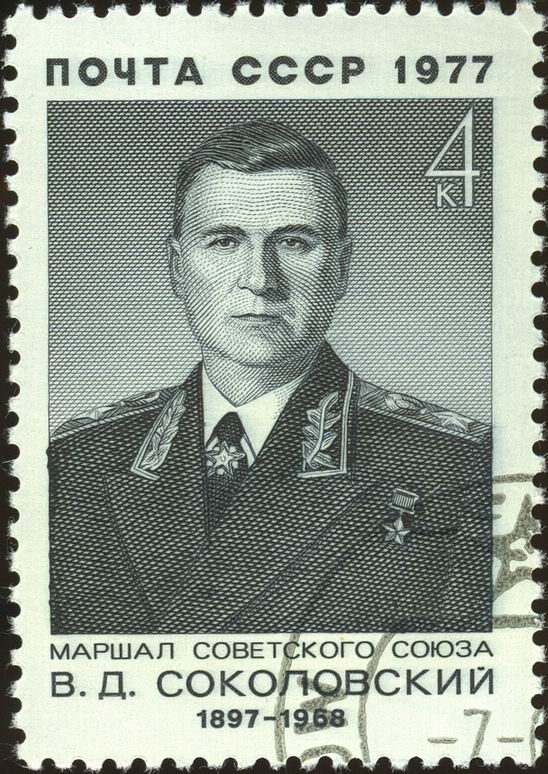
Sovětská poštovní známka z roku 1977 s portrétem V. D. Sokolvského

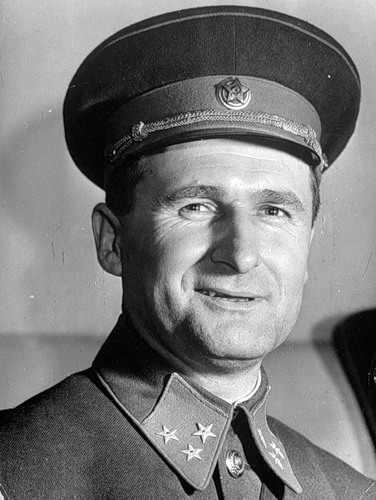
Generálporučík V. D. Sokolovskij v roce 1941

- 21. listopadu 1935 – velitel divize
- 31. prosince 1939 – velitel sboru
- 4. června 1940 – generálporučík
- 13. června 1942 – generálplukovník
- 27. srpna 1943 – armádní generál
- 3. července 1946 – maršál Sovětského svazu

## Vyznamenání

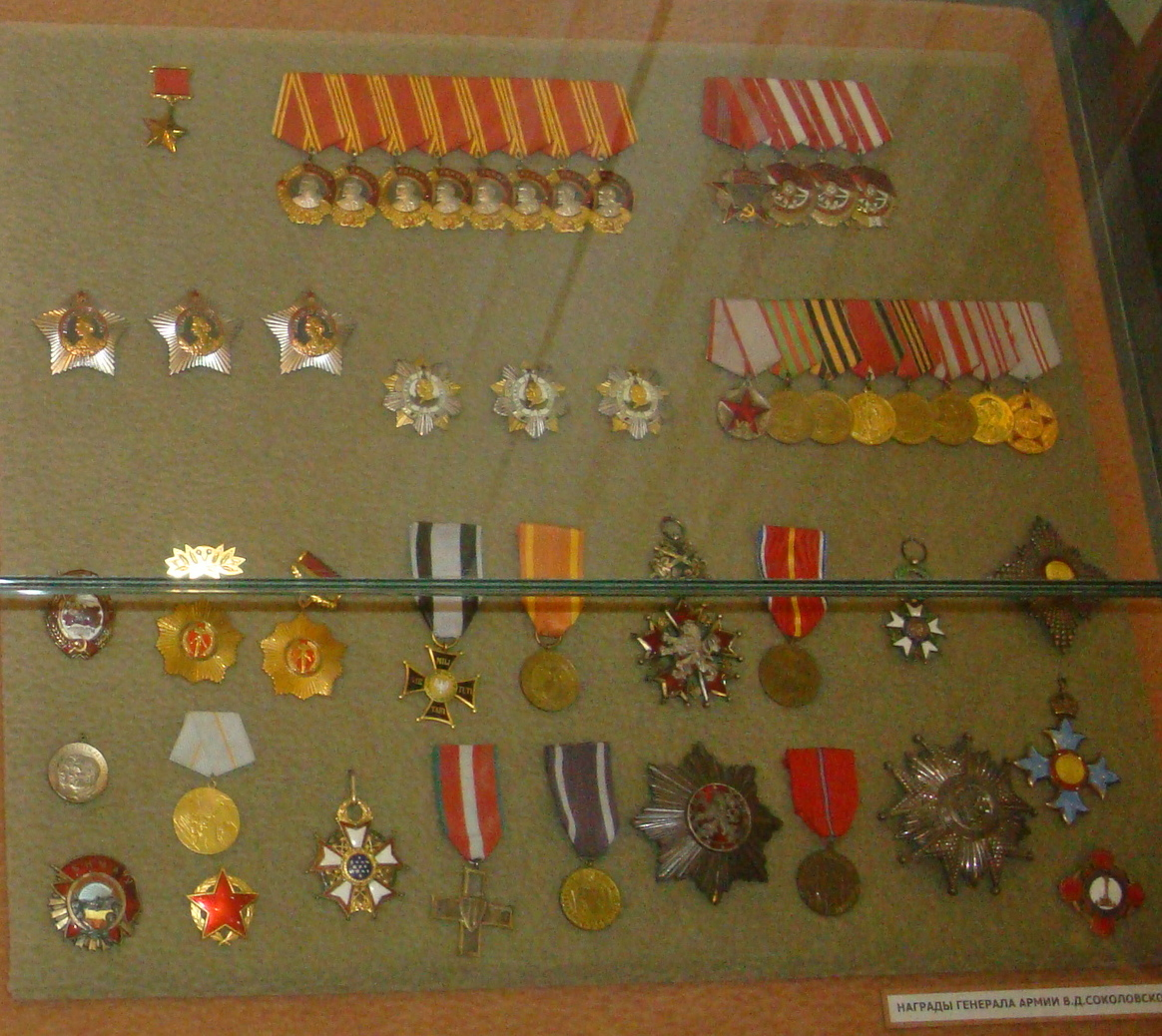
Řády a medaile V. D. Sokolovského v moskevském muzeu

### Sovětská vyznamenání

#### Čestné tituly
- Hrdina Sovětského svazu (č. 6454) – 29 .května 1945[1]

#### Řády
- Leninův řád[1][2]
  - 22. února 1941 – na památku XXIII. výročí Rudé armády a za úspěšné dokončení bojových misí a vynikající úspěchy v bojovém a politickém výcviku a výchově vojsk
  - 2. ledna 1942 – za příkladné plnění bojových úkolů velitelství na frontě v boji proti německému fašismu a za statečnost a odvahu
  - 21. února 1945
  - 29. května 1945
  - 20. července 1947 – při příležitosti jeho 50. narozenin
  - 24. června 1948
  - 20. července 1957 – při příležitosti jeho 60. narozenin a za služby sovětské armádě a státu
  - 20. července 1967 – při příležitosti jeho 70. narozenin
- Řád Říjnové revoluce – 22. února 1968[1]
- Řád rudého praporu – 28. února 1928, 3. listopadu 1944 a 20. června 1949[1]
- Řád Suvorova I. třídy – 9. dubna 1943, 28. září 1943 a 6. dubna 1945[1]
- Řád Kutuzova I. třídy – 27. srpna 1943, 25. srpna 1944 a 18. prosince 1956[1]

#### Medaile
- Medaile Za obranu Moskvy – 1. května 1944
- Medaile za vítězství nad Německem ve Velké vlastenecké válce 1941–1945 – 9. května 1945
- Jubilejní medaile 20. výročí vítězství ve Velké vlastenecké válce 1941–1945 – 7. května 1965
- Medaile 20. výročí dělnicko-rolnické rudé armády – 22. února 1938
- Pamětní medaile 800. výročí Moskvy
- Medaile 30. výročí sovětské armády a námořnictva – 22. února 1948
- Medaile 40. výročí Ozbrojených sil SSSR – 18. prosince 1957
- Medaile 50. výročí Ozbrojených sil SSSR – 26. prosince 1967

### Zahraniční vyznamenání
V. D. Sokolovskij obdržel 22 zahraničních řádů a medailí:
- Československo
  -  Řád Bílého lva I. třídy, vojenská skupina – 14. listopadu 1946[3][4]
  -  Dukelská pamětní medaile
  -  Řád Slovenského národního povstání I. třídy
- Francie
  -  velkodůstojník Řádu čestné legie
- Jugoslávie
  -  Řád partyzánské hvězdy I. třídy se zlatým věncem – 19. června 1956
- Mongolsko
  -  Řád rudého praporu
- Polsko
  -  rytířský kříž Řádu Virtuti Militari – 4. května 1946
  -  Řád grunwaldského kříže III. třídy – 4. května 1946
  -  Medaile za Varšavu 1939–1945
  -  Medaile Za Odru, Nisu a Baltské moře
- Spojené království
  -  čestný rytíř velkokříže Řádu britského impéria[2]
- Spojené státy americké
  -  Legion of Merit
- Tuvinská aratská republika
  - Řád republiky – 31. března 1942
- Východní Německo
  -  Vlastenecký záslužný řád ve zlatě – udělen dvakrát – 1960

### Ostatní ocenění
- čestný občan Smolensku
- čestná zbraň (šavle) se zobrazením státního zraku SSSR – 22. února 1968

## Eponyma
- Ulice maršála Sokolovského (rusky: Улица Маршала Соколовского) v Moskvě, Smolensku, Grodnu, Mozdoku a Horlivce
- bylo po něm pojmenováno plavidlo ministerstva rybolovu
- po Sokolovském bylo pojmenováno Novočerkasské vyšší vojenské velitelské učiliště spojů